# Kreditforsikring
Kreditforsikring er en erhvervsforsikring, der sikrer virksomheder mod tab, hvis kunderne ikke betaler som følge af konkurs. Forsikringen dækker et vist beløb af det udestående, og tabet reduceres derfor fra 100% til et minimum. Virksomhedens likviditet er derfor sikret og betyder i praksis, at virksomheden kan se bort fra risikoen for tab på debitorer i forretningsplanerne – og kan øge omsætningen uden at øge risikoen. Sammen med en kreditforsikring følger der i nogle selskaber også en gratis inkassoaftale med, således at virksomheden får hjælp til at inddrive beløbet.
Kreditforsikringsselskaberne hjælper også virksomhederne med at vurdere nye kunder og markeder og overvåger løbende de eksisterende kunder.

## Brug
De fleste virksomheder har forsikret deres bygninger, maskiner, lagre og lignende aktiver. Men mange virksomheder glemmer at forsikre deres tilgodehavender hos kunderne. Når virksomheder baserer deres forretning på kredit til kunderne kan det få store konsekvenser, hvis blot én af de store kunder går konkurs.